# Уткін Вадим Іванович
Вади́м Іва́нович У́ткін — лейтенант Збройних сил України, 79-та бригада, учасник російсько-української війни.

## Нагороди
21 серпня 2014 року — за особисту мужність і героїзм, виявлені у захисті державного суверенітету та територіальної цілісності України, вірність військовій присязі під час російсько-української війни, відзначений — нагороджений орденом «За мужність» III ступеня.